# 바오타이
바오타이(베트남어: Bảo Thái / 保泰 보태 / 1720년 6월 ~ 1729년 4월)은 베트남 후 레 왕조(後黎朝) 유종(裕宗) 레 주이 드엉(黎維禟)의 두번째 연호이다.
- 찐 주 군주(섭정) : 찐끄엉(鄭棡)
- 응우옌 주 군주 : 응우옌 푹 쭈(阮福淍) → 응우옌 푹 쭈(阮福澍)

## 개원
- 빈틴(永盛) 16년 6월 15일[1](그레고리력 1720년 7월 19일)에 연호를 바오타이(保泰)로 개원함.[2][3][4]

- 바오타이(保泰) 10년 4월 21일[5](그레고리력 1729년 5월 18일)에 연호를 빈카인(永慶)으로 개원함.[2][6][4]

## 연대 대조표
| 바오타이 | 서기 (西紀) | 간지 (干支) | 응우옌 주 기년  | 청나라 연호     |
| 원년     | 1720년      | 경자 (庚子) | 국주(國主) 29년 | 강희(康熙) 59년 |
| 2년      | 1721년      | 신축 (辛丑) | 국주 30년       | 강희 60년       |
| 3년      | 1722년      | 임인 (壬寅) | 국주 31년       | 강희 61년       |
| 4년      | 1723년      | 계묘 (癸卯) | 국주 32년       | 옹정(雍正) 원년 |
| 5년      | 1724년      | 갑진 (甲辰) | 국주 33년       | 옹정 2년        |
| 6년      | 1725년      | 을사 (乙巳) | 국주 34년       | 옹정 3년        |
| 7년      | 1726년      | 병오 (丙午) | 영주(寧主) 원년 | 옹정 4년        |
| 8년      | 1727년      | 정미 (丁未) | 영주 2년        | 옹정 5년        |
| 9년      | 1728년      | 무신 (戊申) | 영주 3년        | 옹정 6년        |
| 10년     | 1729년      | 기유 (己酉) | 영주 4년        | 옹정 7년        |

## 동시대 연호

### 중국
청(淸)
- 강희(康熙) (1662년 ~ 1722년)
- 옹정(雍正) (1723년 ~ 1735년)

기타
- 주일귀(朱一貴) 영화(永和) (1721년)

### 일본
- 교호(享保) (1716년 ~ 1736년)

## 같이 보기
- 베트남의 연호